# فيكتوريا كارتير
فيكتوريا كارتير هي معلمة موسيقى وعازفة بيانو كندية، ولدت في 4 أبريل 1867 في سوريل-تريسي في كندا، وتوفيت في 1955 في مونتريال في كندا.

## وصلات خارجية
- فيكتوريا كارتير على موقع ميوزك برينز (الإنجليزية)